# Lauterbrunnen
Lauterbrunnen es una comuna suiza del cantón de Berna, situada en el distrito administrativo de Interlaken-Oberhasli. Al igual que Grindelwald, Lauterbrunnen se ha convertido en un destino turístico muy popular, ya que está conectado por tren hacia Interlaken y hacia Kleine Scheidegg, donde comienza el tren del Jungfrau, la línea férrea más alta de Europa y la puerta de entrada a la zona protegida de Jungfrau-Aletsch.

## Toponimia
En 1253 era conocida por los germanoparlantes como Liuterbrunnon, apareciendo el nombre alternativo de Luterbrunnen en 1268. Mientras que brunnen significa claramente manantial o fuente, existen algunos debates sobre lauter: algunos lo traducen como brillante, mientras que para otros significa muchos o ruidosas. La tradición ha traducido Lauterbrunnen como "muchos manantiales", usando la palabra moderna lauter en alemán; sin embargo, podría tratarse de una etimología popular.

## Historia

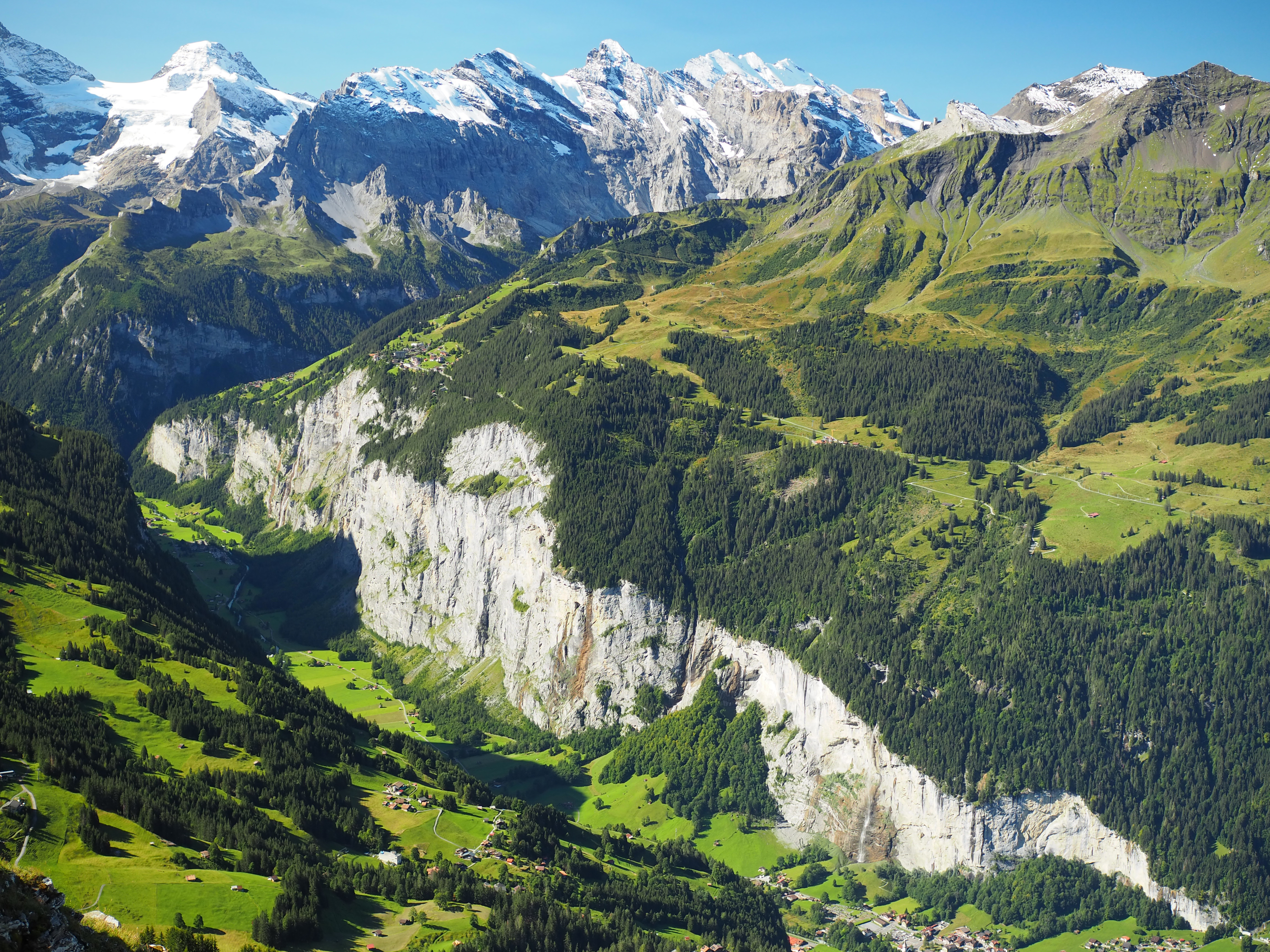
Valle de Lauterbrunnen.

La primera vez que aparece mencionado el valle de Lauterbrunnen, durante el siglo XIII, estaba en posesión del freiherr de Wädenswil. En 1240 este freiherr vendió el valle de Sefinen al monasterio de Interlaken, quien comenzaron a extender su influencia por el valle y sus alrededores. Sin embargo, en torno al 1300, el señor de Thun comenzó a poblar el cercano valle de Lötschen y las tierras altas del valle de Lauterbrunnen con sus ciudadanos que hablaban el dialecto valesano alemán. En 1346, las villas valesanas de Lauterbrunnen, Gimmelwald, Mürren, Sichellauenen y Trachsellauenen tenían sus propios gobiernos y una cierta autonomía con respecto al monasterio. Tres años más tarde, la mayoría del oberland de Berna se rebeló fallidamente contra el monasterio, y las villas valesanas sufrieron la ira de los eclesiásticos.

En el siglo XV, las villas del valle formaban parte de la gran feligresía de Gsteig bei Interlaken. En 1528, la ciudad de Berna adoptó la nueva fe tras la Reforma protestante y comenzó a imponerla en el oberland. Lauterbrunnen se unió a otras villas en una rebelión fallida y el monasterio de Interlaken fue secularizado y anexado, convirtiéndose Lauterbrunnen en el nuevo centro de la feligresía protestante.

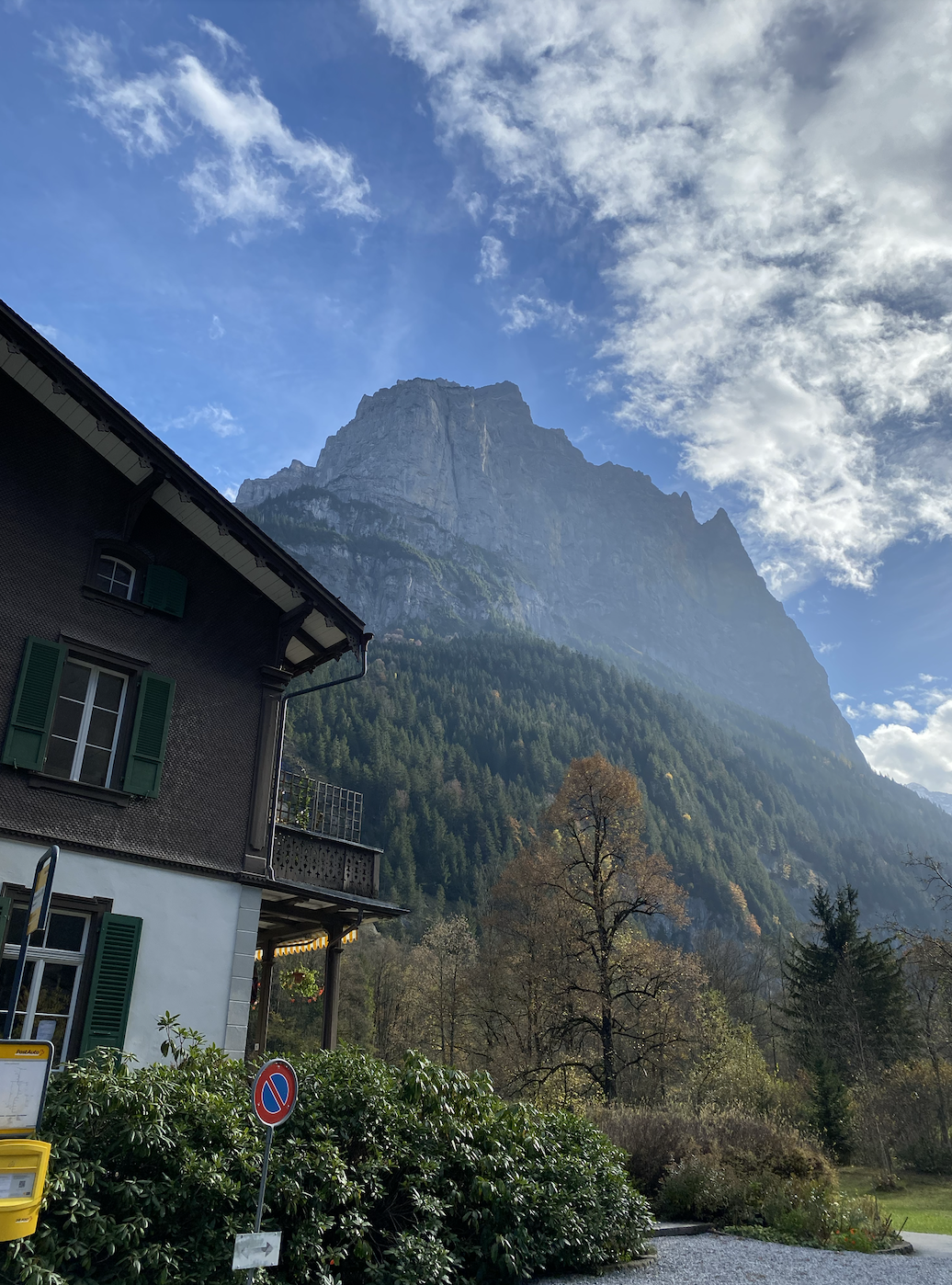
Vista casa en Lauterbrunnen.

A finales del siglo XVI se construyeron unas minas en la zona de Trachsellauenen y en 1715 se adquirió un fundidor de hierro para procesar el mineral de hierro. La mayoría de los beneficios fueron a parar a nobles terratenientes, por lo que los aldeanos continuaron siendo pobres. A tanto llegó esta pobreza, que en el siglo XVII y XVIII muchos emigraron a Las Carolinas en los Estados Unidos o se unieron a regimientos de mercenarios.

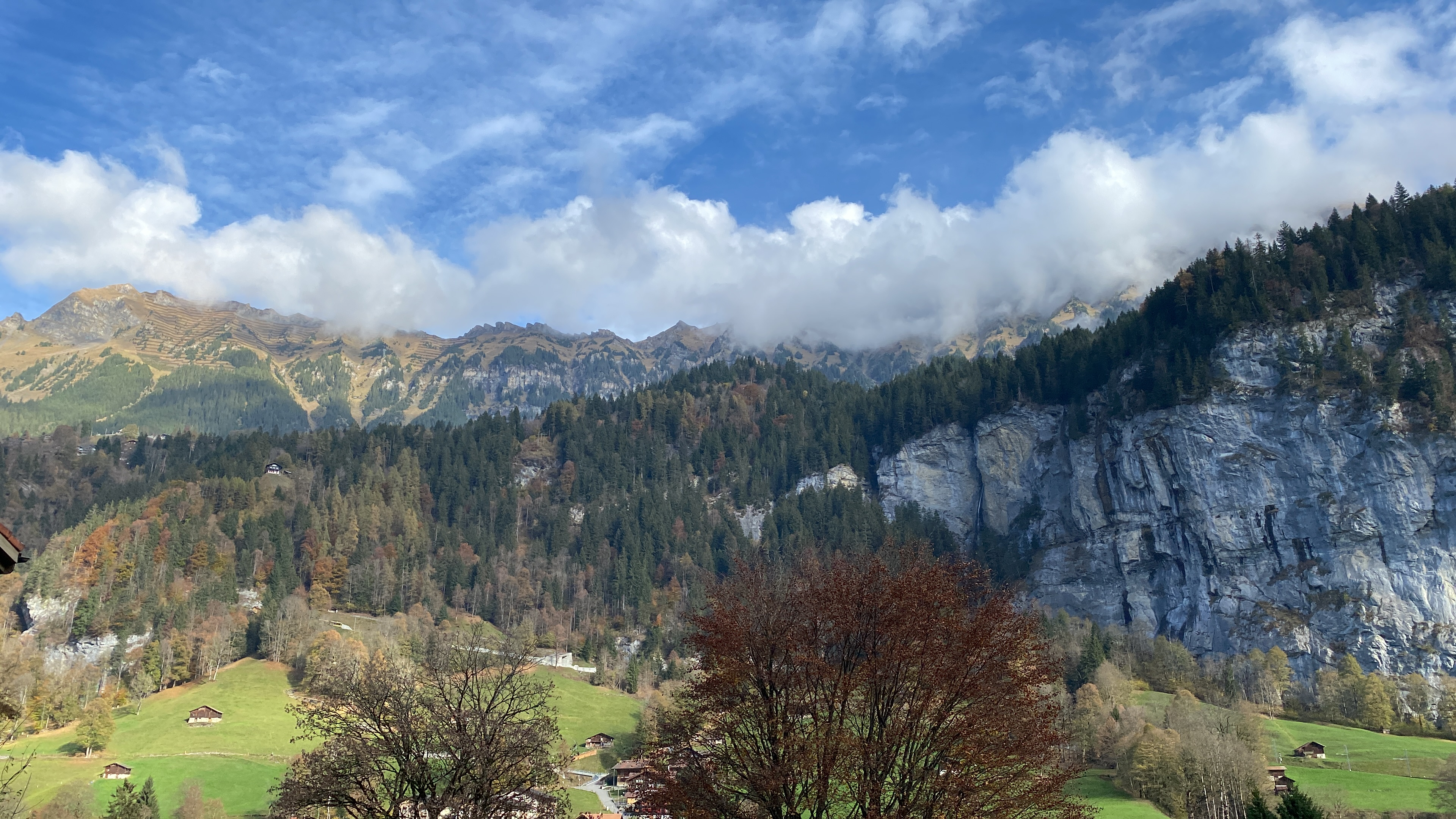
Vista de Lauterbrunnen.

A finales del siglo XVIII muchos extranjeros llegaron a Lauterbrunnen como punto de partida para realizar alpinismo en los Alpes. La fama creció tras la construcción de una carretera desde Interlaken en 1834 y del ferrocarril en 1890, así como el funicular hacia Mürren en 1891 y el de Wengen en 1893. Aunque el hecho más trascendental fue el tren del Jungfrau, un tren cremallera construido en 1912 que va desde la estación de Kleine Scheidegg hasta la estación férrea más alta de Europa en Jungfraujoch. El tren va casi todo el recorrido por un túnel en el interior de las montañas Eiger y Mönch.
El 1 de enero de 1973, del antiguo municipio de Isenfluh surgió el de Lauterbrunnen.En mayo de 2024 las autoridades local comenzaron a plantearse el pago de una tasa para los turistas que solo accedan un día a la ciudad, al igual que ocurrió en Venecia. Esta propuesta se aplicaría a los visitantes que lleguen en coche, excluyendo a los que se hospeden en el municipio o lleguen en transporte público.

## Geografía

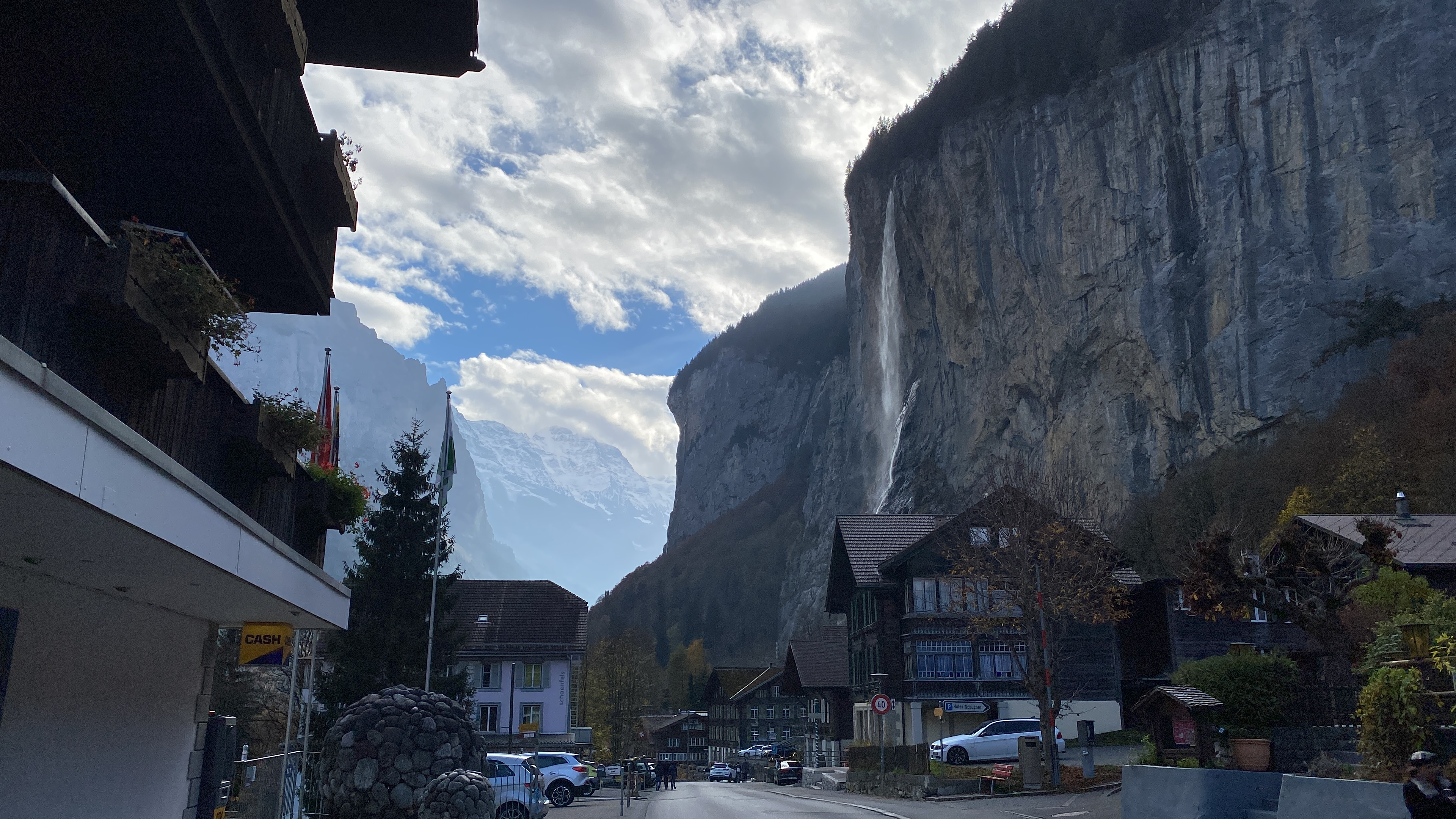
La cascada Staubbachfall en Lauterbrunnen.

Los arroyos descienden desde las montañas cercanas y caen por los acantilados hasta llegar a las paredes rocosas del valle, formando cascadas tan altas que culminan antes de alcanzar el nivel del suelo. La más célebre de estas cascadas son las Staubbachfall, a menos de un kilómetro de la villa de Lauterbrunnen, que tienen 297 metros de altura y son las cataratas en caída libre más altas de Suiza. Cerca de Lauterbrunnen también se encuentra la cascada más alta de Suiza, Mürrenbach, a unos 417 metros de altura, aunque Mattenbachfall es la más alta de Europa y la tercera del mundo con una altura de 930 metros.
El río Lütschine discurre por Lauterbrunnen y se desborde al menos una vez al año. La fuente del río proviene de la nieve derretida de los Alpes, haciendo de ella una fuente muy limpia y pura de agua. Las cascadas Trümmelbach están a solo tres kilómetros de Lauterbrunnen, conectadas por autobús desde la estación.
La comuna de Lauterbrunnen se encuentra situada en la región del Oberland bernés, cerca de la ciudad histórica de Interlaken. Limita al norte con las comunas de Saxeten, Wilderswil, Gündlischwand y Lütschental, al este con Grindelwald, al sur con Blatten (Lötschen) (VS) y Fieschertal (VS), y al oeste con Kandersteg, Reichenbach im Kandertal y Aeschi bei Spiez. La comuna está compuesta por las localidades de: Eigergletscher, Gimmelwald, Isenfluh, Mürren, Stechelberg y Wengen, la mayoría conocidas como estaciones de deportes de invierno.En Wengen se han realizado por ejemplo varias etapas de la Copa del Mundo de Esquí Alpino.